# Stefan Lövgren
Stefan Lövgren, švedski rokometaš, * 21. december 1970, Gothenburg.
Leta 1996 je na poletnih olimpijskih igrah v Atlanti v sestavi švedske reprezentance osvojil srebrno olimpijsko medaljo; uspeh je ponovil čez štiri leta.